# التدخل العسكري الإيطالي في إسبانيا
جرى التدخل العسكري الإيطالي في إسبانيا خلال الحرب الأهلية الإسبانية من أجل دعم القوميين المتمردين ضد الجمهورية الإسبانية الثانية. فبعد غزوها إثيوبيا في الحرب الإيطالية الحبشية الثانية، أضحت إيطاليا واثقة من قوتها، فساهم بينيتو موسوليني في الحرب الإسبانية لتأمين سيطرة الفاشية على البحر الأبيض المتوسط. لعبت البحرية الملكية الإيطالية (الإيطالية: Regia Marina) دورًا جوهريًا في امداد القوميين، حيث زودتهم بالمدافع الرشاشة والمدفعية والطائرات والدبابات الصغيرة والفيلق الجوي وفيلق الجنود المتطوعين (CTV). وكانت ذروة أعداد الفيلق الإيطالي CTV حوالي 70,000 مقاتل. وشاركت السفن الحربية الإيطالية في كسر حصار البحرية الجمهورية للمغرب الإسباني الذي يهيمن عليه القوميون وشاركت كذلك في القصف البحري لمدن ساحلية يسيطر عليها الجمهوريون.
نفذت الطائرات الإيطالية سنة 1938 عمليات قصف واسعة على المدن الساحلية، فقصفت مدن برشلونة وأليكانتي وجرانوليريس وفالنسيا. وكذلك محطات السكك الحديد في سانت فيسينتش دي كالدرز سنة 1938 وشاطبة عام 1939. بإجمالي 728 غارة على تلك المدن. بحلول نهاية الصراع سجل الفيلق الجوي حوالي 135,265 ساعة طيران في 5318 عملية، حيث أسقط حوالي 16558 قنبلة بما يعادل 11524 طنًا منها، فدمر 943 وحدة جوية للعدو و224 سفينة وأوقع العديد من الضحايا. وبالمحصلة زودت إيطاليا القوميين بـ 660 طائرة و 150 دبابة و 800 قطعة مدفعية و 10 آلاف رشاش و 240 ألف بندقية.